# Johnsonville (Illinois)
Johnsonville è un villaggio degli Stati Uniti d'America, situato nello Stato dell'Illinois, nella contea di Wayne.